# Raymond-Michel Haas
Pour les articles homonymes, voir Michel Haas.
Raymond-Michel Haas, né à Saint-Cloud le 8 juillet 1912 et mort à Boulogne-Billancourt le 17 juillet 1981 , est un médecin français, fondateur du service d'alcoologie de l'hôpital de Saint-Cloud, qui fut alors le premier service d'alcoologie en France.

## Biographie

### L'Avant-guerre
Originaire de Waldwisse (Moselle), la famille a fui l'annexion allemande de 1871. Après le lycée Chaptal, Raymond-Michel Haas entre en faculté de médecine. Ayant découvert la psychanalyse, il décide de s'orienter vers la psychiatrie. Très sportif, il est passionné de tennis. Socialiste, sans jamais adhérer à la SFIO, il fait le coup de poing contre les Croix-de-Feu.
Interne des Asiles de la Seine à l'hôpital de Ville-Évrard, dans un service qui reçoit, entre autres, des alcooliques, Raymond-Michel Haas fait sa thèse de psychiatrie sur « Les psychoses puerpérales ».

### La guerre
Médecin auxiliaire du 8e régiment de cuirassiers pendant son service militaire, Raymond-Michel Haas termine la campagne de France dans les rangs du 26e régiment de tirailleurs sénégalais qui se bat jusqu'à l'Armistice. Chassé de la fonction publique par les lois du Régime de Vichy, il s'établit à Saint-Cloud comme généraliste. En 1942, de nouvelles lois lui interdisent tout exercice de la médecine. Astreint au port de l'étoile jaune, il tente de passer en Zone libre afin de rejoindre en Grande-Bretagne les Forces françaises libres.
Arrêté sur la ligne de démarcation avec son épouse, Raymond-Michel Haas est mis au camp de Poitiers, puis interné à Drancy, via Beaune-la-Rolande. En août 1943, il est déporté à Aurigny où il est appointé médecin du Läger de Nordeney : « Nous mourions simplement de faim et de fatigue ; nous étions des privilégiés. » En mai 1944, quand les bagnes d'Aurigny sont évacués, il s'évade, grâce à l'aide de cheminots. Pris en compte par les résistants du Bec Hellouin (Eure), il se réfugie à Neuilly-sur-Seine, chez un ami.
Restée chez elle, sa mère est arrêtée par les Allemands en juillet 1944 et internée à Drancy. Elle mourra à Auschwitz.

### L'Après-guerre
Après la Libération, Raymond-Michel Haas reprend la médecine généraliste sous statut libéral. En 1952, il est nommé médecin de l'hôpital de Saint-Cloud. Il obtient sa compétence en pathologie digestive cinq ans plus tard.
Chef du service de gastro-entérologie en 1967, Raymond-Michel Haas est au contact de l'alcoolisme par l'intermédiaire de la médecine du travail, en particulier des services sociaux des usines Renault de Boulogne-Billancourt. La majorité de ses patients alcooliques étant de condition modeste, il songe alors qu'entre la clinique des nantis et l'asile des indigents, il faut trouver d'autres solutions. Il crée une équipe hospitalière et impose une collaboration active avec les groupes d'entraide: Vie Libre, Alcooliques anonymes, Croix-Bleue…

Profondément meurtri par l'antisémitisme et par l'univers concentrationnaire, Raymond-Michel Haas pratique une médecine fraternelle, humaniste, auprès de ces pestiférés, les alcooliques : 

« C'étaient des questions de vie et de mort, d'autant plus que lui le vivait en référence à sa propre expérience, en un point de sa vie dont il sentait que cela l'ombiliquait aux alcooliques et qui était l'épreuve de sa déportation ; l'expérience de sa déportation, donc de la marge affreuse, de la question de vie et de mort où on se conduit bien ou mal dans des situations extrêmes ; quand on crève de faim, soit on n'est pas prêt à partager le morceau de pain avec l'autre, soit on est amené à le lui piquer. Le drame de la déportation, c'est aussi le drame de la culpabilité. C'est pour cela qu'il se sentait une fraternité très grande avec les alcooliques. »

Raymond-Michel Haas met en place des réunions où les alcooliques rétablis côtoient les malades hospitalisés : réunion des femmes, rencontre du samedi avec des rétablis, Grand Cirque où sont conviés les militants des groupes d'entraide.
Raymond-Michel Haas fait réaliser des films sponsorisés par les laboratoires pharmaceutiques: Six alcooliques en quête de médecin, Alcool et dépendances, Le Défi, L'Assoiffée…
En 1969, Raymond-Michel Haas est déjà membre-expert du Haut Comité d'étude et d'information sur l'alcoolisme (HCEIA) qui dépend du premier ministre. Il fait partie du Comité départemental de lutte contre l'alcoolisme, l'actuelle ANPAA (Association nationale de prévention en alcoologie et addictologie). Le 4 novembre 1978, avec le Dr Pierre Fouquet, il fonde la Société française d'alcoologie (SFA).

## Extrait deMédecin du bateau ivre
« Créé depuis environ vingt ans, dans le cadre d'un hôpital général, mon service de désintoxication a dû évoluer sans cesse, et garde, de ce fait, un caractère expérimental […] Tout cet ensemble est intégré dans les structures classiques d'un hôpital général où les infirmières jouent en permanence un rôle capital. Sélectionnées par l'intérêt qu'elles portent à leur travail, elles sont huit heures par jour au contact des malades qui trouvent près d'elles un soutien constant. Les étudiants en médecine, en formation, sont toujours passionnés par ce nouveau visage de la médecine.

Chaque semaine, une réunion de service nous rassemble pour étudier un cas précis et tout le monde donne son avis.

J'applique les techniques médicales en usage pour le sevrage […] Mais ce qui compte le plus dans mon service, ce sont les échanges. Échanges entre les patients, l'équipe médico-sociale et les représentants des groupes d'abstinents. Les malades admis dans mon service reçoivent à l'heure du petit déjeuner une lettre d'information quotidienne suivant le modèle conçu par mon ami le docteur Pierre Fouquet. À partir de ces textes, des discussions s'établissent, des réunions hebdomadaires permettent d'orienter notre action et de trouver des issues à des situations d'échec. Il s'agit pour nous de recréer des possibilités d'expression chez ces malades qui se sont repliés sur eux-mêmes. Durant leur séjour très sécurisant, des transferts affectifs s'établissent et je dois veiller à replacer le problème de chacun dans son contexte réel. Je demande toujours à chaque nouveau venu une autobiographie écrite car je crois que la maladie d'un homme est éclairée par les événements de sa vie et sa manière de les relater.

Une fois par mois, j'anime une grande réunion qui rassemble les malades en traitement, des anciens malades, les divers collaborateurs de mon service et des représentants de groupes, car je dois dire que progressivement j'ai compris l'importance décisive des groupes d'anciens buveurs dans le traitement des alcooliques pratiquants. Je répète souvent que, sans le concours de ces groupes, j'aurais sans doute dû cesser mon action. Ils sont nombreux, de Croix Bleue, le plus ancien, déjà centenaire, en passant par Croix d'Or, Vie Libre, Joie et Santé, jusqu'aux Alcooliques Anonymes créés aux États-Unis en 1935 par deux buveurs en quête de communication. Leur diversité permet d'offrir à nos malades au moment de leur sortie de l'hôpital, l'accueil d'un micro-univers qui les aidera à affronter leurs difficultés de vivre. La plupart de mes malades ressentent l'effet d'une véritable révélation au contact de ces groupes.
Mais il y a aussi d'autres malades. Ceux qui ne se sentent pas à l'aise dans ces relations communautaires. Ceux qui pensent qu'il existe à un impérialisme qu'ils ne peuvent supporter: le dogme de l'abstinence. Ceux-là peuvent être orientés en psychothérapie individuelle après des entretiens préalables.

Récemment, j'ai été moi-même entraîné à participer à des séances de psychothérapie de groupe et je reçois avec une de mes psychothérapeutes, chaque semaine pendant une heure, six ou sept malades réclamant des soins complémentaires.

À mon cabinet, entre deux consultations de gastro-entérologie, je poursuis aussi des entretiens prolongés avec des malades alcooliques.

C'est dire que la thérapeutique que je propose à mes malades a évolué empiriquement et qu'elle évoluera encore. Il s'agit d'une progression en équipe. Sous ma direction, mes collaborateurs appliquent un ensemble de méthodes que je n'applique pas toutes moi-même, mais auxquelles ils ont recours, suivant un dosage étudié pour chaque cas. Pour infléchir cette orientation, mes entretiens personnels avec chaque malade ont une grande valeur et je reste pour beaucoup ainsi, pour la plupart de mes collaborateurs, le « patriarche » qui sait. En fait, je suis une sorte de chef d'orchestre qui essaye d'harmoniser les actions et qui, sans dogmatisme, se réfère à l'expérience du travail en équipe. La difficulté est de s'adapter à chaque cas, de ne pas se laisser monopoliser par des malades qui refusent la vie en groupe. Je ne perds jamais de vue, même dans mes tête-à-tête avec les plus individualistes, que la solidarité entre les anciens buveurs est le meilleur des remèdes.

C'est pour cela que j'ai voulu offrir à tous un théâtre en rond, un forum où soit réuni ce que la société ne cesse de séparer et où ils puissent reconnaître leur fragilité commune, laisser éclater au grand jour leur souffrance, avouer publiquement leur solitude, découvrir des frères d'amertume et sentir le souffle d'une solidarité aux mille prénoms envelopper leur détresse… »

## Œuvres
- Milieu du travail et alcoolisme, La Documentation française, 1971
- Médecin du bateau ivre, Grasset, 1976  (ISBN 2246003954)
- Comment je soigne les alcooliques, Grasset, 1979 (réédition du précédent)  (ISBN 2246003954)

## Postérité
Le successeur du Dr Haas est le Dr Hélène Niox-Rivière qui, en 1984, fonde une association, l'Unité de recherche et de soin en alcoologie (URSA) dont le fonctionnement est lié à celui du service. Depuis 1992, l'Ursa rédige et diffuse une publication bi-annuelle, Le Papier de Verre (12 pages, 1200 exemplaires, 56 numéros parus plus six spéciaux).
En 2011, le service d'alcoologie de l'hôpital de Saint-Cloud est transféré à l'hôpital Jean-Rostand de Sèvres.